# Abbaye Saint-Benoît de Quinçay
Pour les articles homonymes, voir Abbaye Saint-Benoît.
 (août 2013).
Si vous disposez d'ouvrages ou d'articles de référence ou si vous connaissez des sites web de qualité traitant du thème abordé ici, merci de compléter l'article en donnant les références utiles à sa vérifiabilité et en les liant à la section « Notes et références ».
L'abbaye Saint-Benoît de Quinçay est une abbaye fondée au VIIe siècle située dans la commune de Saint-Benoît dans le département de la Vienne en France.

## Histoire
On trouve la trace des origines de l'abbaye de Saint-Benoît au VIIe siècle sous le nom de Quinciacus Monasterium.
Fondée par saint Achard (ou Aicadre, fêté le 15 septembre), elle ne groupa jamais plus de 15 à 20 moines, mais sa renommée fut grande en Aquitaine et son histoire mouvementée. Lors des invasions normandes, au IXe siècle, elle accueillit les reliques de saint Benoît, apportées par les moines d'Aizenay fuyant les pillages des Vikings. Elle fut elle-même détruite, brûlée et resta en sommeil jusqu'à ce que l'évêque de Poitiers, Isembert Ier, ordonne sa reconstruction au XIe siècle : elle est alors mentionnée dans les textes avec précision sous le nom de Abbas Sancti Benedicti de Quinciaco (1027) qui devient Saint-Benoît de Quinçay avec le retour des reliques de Saint-Benoît d'Herbauges.
Il est fait mention dans la Chronicon Santcti Maxentii d'une chapelle ayant été détruite à Saint-Benoît de Quinçay.
En 1569, lors du siège de Poitiers, Gaspard II de Coligny y installa son quartier général, laissant le cloître en piteux état et la salle capitulaire transformée en écurie.
Sous Louis XIV, l'église fut remise en état.
La Révolution française chassa définitivement les derniers moines, baptisa le village Quinçay-les-Plaisirs (1794) et mit en vente l'abbaye.
Dans les années 1950, la salle du dortoir servait de salle des fêtes. La salle capitulaire quant à elle tenait lieu de bibliothèque paroissiale.
Les bâtiments ont été acquis par la commune en 1993 pour être restaurés. Après une campagne de fouilles qui a permis de retrouver les fondations de la galerie du cloître, le site retrouve vie avec une nouvelle vocation dédiée à l'expression artistique.
L'ancienne église abbatiale et le bâtiment conventuel sont classés comme monument historique depuis 1984, le sol est inscrit à l'inventaire supplémentaire depuis 1996.

## L'église

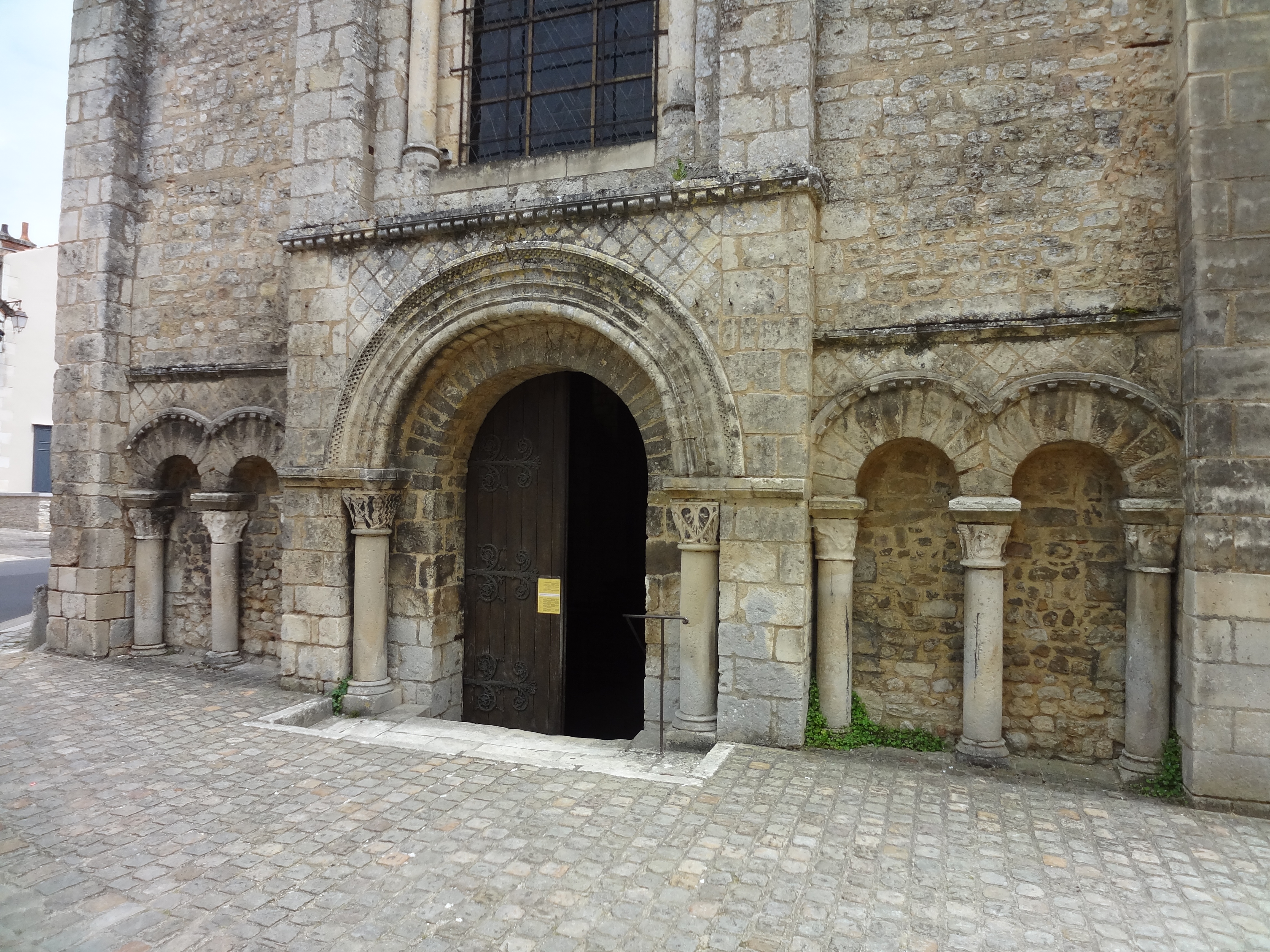
Le portail de l’église, encadré de chaque côté par deux arcades aveugles.

À l'origine abbatiale, l'église du monastère Saint-Benoît de Quinçay est aujourd'hui une église paroissiale placée sous le vocable de saint André.
La façade et la nef sont romanes et datent de la fin du XIe siècle - début du XIIe. La flèche est gothique et a été rajoutée sur le clocher roman au XIVe siècle. 
L'église présente un plan en croix latine et ne comporte qu'une nef, couverte par une voûte en berceau brisé. À la deuxième fenêtre à gauche, il est possible de discerner une pierre de remploi représentant un Christ bénissant, provenant probablement d'un édifice précédent. Le chœur comporte une abside éclairée par trois fenêtres. Chaque bras de transept possède une chapelle. 
Deux peintures murales monochromes se situent sur deux piliers du clocher, de part et d'autre de l'entrée du chœur. L'une d'elles représente saint Christophe.
Dans le chevet se trouve une pierre historiée représentant un Christ en gloire, assis dans une double gloire circulaire, que René Crozet suppose être un moule à empreintes remployé dans la maçonnerie et qui daterait des origines du monastère.
Dans l'abside se trouve une peinture murale représentant un Christ en majesté.

## Le cloître

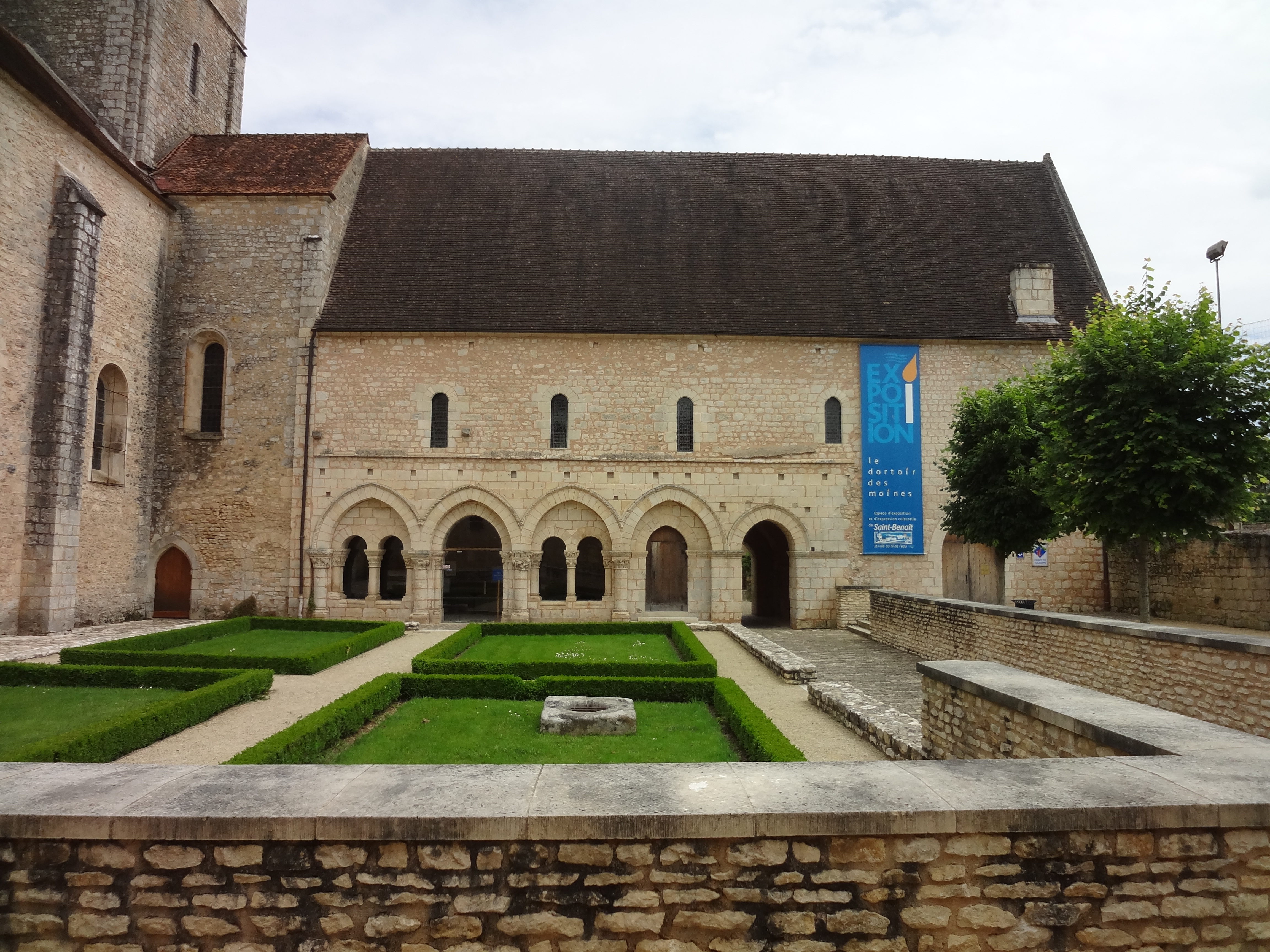
Le cloître.

Le cloître a presque entièrement disparu. Seuls subsistent un pan de mur intérieur le long de la salle capitulaire et le mur de clôture Sud. Des fouilles ont été réalisées en 2000 : celles-ci ont permis de mettre en évidence les fondations du mur de la salle capitulaire, débordantes car larges d'un mètre et assises sur une croûte de mortier recouverte de chaux pure.

## La salle capitulaire et le dortoir
L'abbaye Saint-Benoît est une des rares de la région à avoir conservé des bâtiments monastiques romans. La salle capitulaire et le dortoir sont situés respectivement au rez-de-chaussée et à l'étage de l'aile Sud, la seule conservée en élévation.   
Au rez-de-chaussée, le long de la salle capitulaire sont conservés des chapiteaux sculptés. À l'origine au nombre de douze, les chapiteaux en bon état de conservation ne sont aujourd'hui plus que sept, et quatre qui ne présentent plus que des fragments de décor (un a totalement disparu). Les chapiteaux présentent en majorité des ornements végétaux; un chapiteau est orné d'un homme entouré de deux lions : certains spécialistes y ont vu Daniel dans la fosse aux lions mais cela reste discuté. Une double-corbeille situé à côté de l'homme et des lions se trouvent représentées trois scènes tirées des Évangiles. Les deux premières sont identifiables à l'Annonciation et à la Visitation, tandis que la troisième n'a pas encore été identifiée.   

## Mobilier
À droite en entrant, un grand sarcophage dont le couvercle est brisé.
Le chœur possède des stalles du XVIIIe siècle ainsi qu'un retable du XVIIe siècle. 
Dans le croisillon nord, un grand gisant mutilé d'un abbé repose à côté d'un sarcophage dégradé où fut trouvée en 1971 une belle crosse médiévale du XIIIe siècle en cuivre doré et émaillé. Sur la plaque, une Vierge à l'Enfant et sur la douille, des figures d'appliques représentent l'Annonciation.